# Mihály Horváth (istoric)
 Mihály Horváth (n. 20 octombrie 1809, Szentes, Csongrád-Csanád, Ungaria – d. 19 august 1878, Karlovy Vary, Karlovy Vary, Cehia) a fost un teolog și istoric maghiar, participant activ la Revoluția Maghiară de la 1848 și ministru al religiei și educației publice în guvernul revoluționar maghiar (1849).

## Biografie
S-a născut într-o familie cu șaptesprezece copii; tatăl său, József Horváth, era medic, iar mama sa se numea Erzsébet Verner. Mihály Horváth a urmat studii la Liceul Piarist din Seghedin și apoi, din 1825, a studiat la Seminarul Teologic Piarist de la Vác, obținând titlul de doctor în filozofie la Universitatea din Pesta în 1828 și fiind hirotonit preot în 1831. A slujit ca preot în mai multe localități (Dorozsmá, Kecskemét, Nagykátá și Nagyabonyba), dar a intrat deseori în conflict cu superiorii lui din cauza modului său liberal de gândire.
A devenit curând un cunoscut istoric maghiar și a obținut trei premii, apoi a fost ales membru al Academiei Maghiare de Științe (corespondent în 23 noiembrie 1839 și titular în 23 noiembrie 1841). Începând din 1841 a lucrat ca profesor în casa contelui Kajetán Erdödy din Viena, apoi în 1844 a devenit profesor de limba și literatura maghiară la Academia Tereziană din Viena. A petrecut cea mai mare parte a timpului cercetând arhivele istorice din Viena, Sopron și Eisenstadt.
În 1847 a fost numit paroh la Hatvan, iar în iulie 1848 ministrul religiei și educației publice József Eötvös l-a numit în funcția de episcop de Cenad și membru al Camerei Magnaților. Cu toate acestea, deoarece papa nu a recunoscut această numire episcopală, el nu a primit niciodată hirotonirea episcopală.
În ianuarie 1849 a fost ales deputat în Dieta Ungariei ca reprezentant al comitatului Veszprém. Activitatea politică intensă pe care a desfășurat-o în această calitate i-a creat o mare popularitate, astfel că, după proclamarea independenței la 14 aprilie 1849, a fost numit în mai 1849 în funcția de ministru al religiei și educației naționale în guvernul revoluționar condus de Bertalan Szemere.
După înfrângerea Revoluției Maghiare a fugit din țară. A locuit o perioadă la Paris, apoi la Bruxelles, iar mai târziu la Zürich, unde a fost pentru ceva timp tutore în casa contesei Károlyi, în timp ce în septembrie 1851 Curtea Marțială a Austriei l-a condamnat la moarte în contumacie. Biserica Catolică l-a excomunicat, în parte din cauza apartenenței la masonerie și a activităților desfășurate împotriva statului austriac. A trăit în exil timp de 18 ani în diferite orașe europene (Paris, Montmorency, Genova, Nisa, Florența, Geneva, din 1856 din nou la Bruxelles), unde a efectuat cercetări în arhive privind istoria Ungariei.
La începutul anului 1867 a fost grațiat în urma eforturilor reginei și a Academiei Maghiare de Științe și s-a întors în Ungaria. În 1867 a fost ales președinte interimar al Societății Istorice Maghiare, apoi a fost prim-vicepreședinte (1867-1877) și președinte (1877-1878) al aceleiași societăți. Din 1868 a fost membru titular al Societății Kisfaludy. A obținut trei premii (1840, 1867, 1873) ale Academiei Maghiare de Științe.
A luat parte din nou în viața politică și a fost ales deputat în 1876, după moartea lui Ferenc Deák. Mihály Horváth a murit pe 19 august 1878, în orașul Karlsbad.

## Activitate științifică
În calitate de președinte al Secției de Istorie-Filosofie a Academiei Maghiare de Științe și al Societății Istorice Maghiare, Horváth a fost unul dintre cei mai importanți istorici unguri și a scris o istorie completă a Ungariei până în 1849. Toată opera sa este inspirată de sentimentele patriotice, libertate, constituție și progres, ceea ce conferă scrierilor sale o mare subiectivitate.
Cronica istorică a lui Horváth descrie evenimentele din acei ani, demonstrând o înțelegere progresivă a semnificației politice a revoluției. În același timp, prezentând evenimentele istorico-politice de pe poziția unui membru al nobilimii medii, Horváth ignoră lupta de clasă a Revoluției Maghiare, reducând-o doar la lupta poporului maghiar împotriva austriecilor.

## Lucrări
Printre lucrările sale cele mai importante sunt:
- Gróf Nádasdy Tamás' élete, némi tekintettel korára, Buda, 1838
- Az ipar és kereskedés története Magyarországon a három utolsó század alatt, Buda, 1840
- Az ipar és kereskedés története Magyarországon a XVI. sz. közepéig, Pesta, 1842
- A magyarok története, Pesta, 1842–1846
- A magyarok története rövid előadásban, Pesta, 1862.
- Párhuzam az Európába költözködő magyar nemzet és az akkori Európa polgári és erkölcsi műveltsége között, Pesta, 1847
- Huszonöt év Magyarország történetéből (1823-48), Geneva, 1864
- Kurzgefasste Geschichte Ungarns, Pesta, 1863
- Magyarország függetlenségi harcának története 1848 és 1849-ben, Geneva, 1865
- Történelmi zsebkönyv, 1867
- Kisebb történelmi munkái, Pesta, 1868
- Williams Roger életrajza, Pesta, 1868
- Zrínyi Ilona életrajza, Pesta, 1869
- Magyarország függetlenségi harczának története 1848 és 1849-ben, Pesta, 1871
- Fráter György, Pesta, 1871
- Polgárosodás, liberalizmus, függetlenségi harc. Válogatott írások, Budapesta, 1986